# Sundolitt
Sundolitt är ett företag som tillverkar cellplast av expanderad polystyren (EPS). Materialet används som isoleringsmaterial och även som stötdämpande förpackning. Det används också till stoppmaterial i sittmöbler som kan ändra form, även kända som Sacco-säckar eller Bean bag. Möblerna består av säckar med expanderade sundolitt-pärlor i.
Företaget ägs av bröderna Sunde och har en fabrik i Vårgårda i Västergötland. Det har 500 anställda, varav 65 i Sverige, samt 18 fabriker i Norge, Danmark, Sverige, Storbritannien och Spanien.

## Historia
Sundolitt har drygt 50 års erfarenhet av att tillverka EPS-cellplast i olika former, bland annat isolerande lösningar för byggbranschen. Sundolitts moderbolag Bröderna Sunde AS grundades 1917 i Spjelkavik i Norge. Idag har koncernen tillverkning på ett femtontal platser i Norge, Sverige, Danmark, Tyskland, Storbritannien och Spanien. I Sverige etablerades företaget 1968. Fabriken för tillverkning av cellplast ligger i Vårgårda där också huvudkontoret finns. Produkterna säljs via byggmaterialhandeln.
Sundolitt cellplast av expanderad vit polystyren, EPS, är ett högvärdigt isolermaterial, som i sin färdiga form består av små slutna luftceller (ca 98% luft och 2 vol % polystyren). Sundolitt tillverkar cellplast i många olika kvaliteter. Cellplasten anges vanligtvis efter den karaktäristiska tryckhållfastheten enligt följande: S80 (80kPa), S150 (150kPa) osv.
Råvaran, som är ett granulat, expanderas i en förskummare och gjuts sedan i en form under ångtryck till ett block. Efter lagring skärs blocket med glödtrådar till önskade dimensioner. Den låga densiteten leder till att hanteringen blir lättsam och att bearbetning för måttanpassning blir enkel. Åldringsbeständigheten är mycket god och materialet helt resistent mot röt- och mögelsvampar.
Sundolitt AB tillverkar ett stort sortiment av polystyrenprodukter för värmeisolering och lättfyllnad av byggnader och i marken. Produkternas användningsområden är grund, mark, vägg, tak och väg. Förutom skivor i olika format och tjocklekar tillverkar Sundolitt AB formgjutna kantelement som används vid grundläggning av hus. Kantelementen finns i olika utföranden och är försedda med en fibercementskvia som skyddar cellplasten.
Sundolitt tillverkar även en grå EPS, Climate, där man har tillsatt grafitpulver vilket bryter infraröd värmestrålning och minskar energiförlusten med 20%. Därför passar denna produkt till energirenovering av existerande byggnader och till nya energibyggen.
XPS är ytterligare en polystyren-produkt som används vid grundläggning med extra höga belastningar. Denna cellplastprodukt har en sluten cellstruktur som reducerar upptagningen av fukt. Tester har gjorts vid lång tids vattenabsorption både vid nedsänkning och diffusion vilka visar att Sundolitt XPS behåller sin isoleringsförmåga i fuktiga omgivningar. Skivorna har karakteristiska tryckhållfastheter från 250 till 700 kPa.